# Cassoday
Cassoday és una població dels Estats Units a l'estat de Kansas. Segons el cens del 2000 tenia 130 habitants.

## Demografia
Segons el cens del 2000, Cassoday tenia 130 habitants, 54 habitatges, i 36 famílies. La densitat de població era de 152,1 habitants per km².
Dels 54 habitatges en un 25,9% hi vivien nens de menys de 18 anys, en un 59,3% hi vivien parelles casades, en un 7,4% dones solteres, i en un 31,5% no eren unitats familiars. En el 29,6% dels habitatges hi vivien persones soles el 14,8% de les quals corresponia a persones de 65 anys o més que vivien soles. El nombre mitjà de persones vivint en cada habitatge era de 2,41 i el nombre mitjà de persones que vivien en cada família era de 3.
Per edats la població es repartia de la següent manera: un 26,2% tenia menys de 18 anys, un 5,4% entre 18 i 24, un 26,9% entre 25 i 44, un 21,5% de 45 a 60 i un 20% 65 anys o més.
L'edat mediana era de 37 anys. Per cada 100 dones de 18 o més anys hi havia 84,6 homes.
La renda mediana per habitatge era de 41.250 $ i la renda mediana per família de 49.688 $. Els homes tenien una renda mediana de 31.875 $ mentre que les dones 30.833 $. La renda per capita de la població era de 17.807 $. Entorn del 5,1% de les famílies i el 7,8% de la població estaven per davall del llindar de pobresa.

## Poblacions més properes
El següent diagrama mostra les poblacions més properes.